# Fido (album)
Fido, ridistribuito in Italia come Nothing to Do with the Dog, è il quinto album in studio del duo musicale Krisma, pubblicato nel 1983.

## Descrizione
Maurizio Arcieri e Christina Moser, dopo essersi trasferiti a Londra e aver pubblicato l'album Clandestine Anticipation, si muovono a New York in seguito al riscontro ricevuto dal remix di Miami, estratto da Clandestine Anticipation e pubblicato in 12" dalla Atlantic Records, grazie alla stipula di un accordo per la distribuzione negli USA dei loro singoli, che aveva già permesso la pubblicazione anche di Many Kisses estratto da Cathode Mamma. Qui incontrano Bob Defrin, direttore artistico della Atlantic, che mette a loro disposizione gli Atlantic Studios di New York e un intero team di collaboratori per tre mesi, da febbraio a maggio 1983.
Per la scrittura dei testi vengono affiancati da Arto Lindsay, artista avanguardista newyorkese, fondatore dei Lounge Lizards e già collaboratore di artisti come Brian Eno, John Zorn, David Byrne e Laurie Anderson. Al loro arrivo negli USA, per non meglio chiariti "motivi di sicurezza", ai Krisma era stato però sequestrato dalla dogana (e mai più restituito) il sintetizzatore Krismino, da loro stessi autocostruito, con cui avrebbero voluto registrare questo disco. I Krisma si affidano quindi a un piccolo sintetizzatore Casiotone MT-65 della Casio, modificato per l'occasione da Eddie Ciletti e programmato da Maurizio Arcieri, con cui registrano l'intera base musicale dell'album. Lo strumento è poco più di un giocattolo, simile a molti altri in voga in quegli anni, ma particolarmente versatile, composto da una tastiera di 4 ottave, moduli ritmici e vari armonizzatori di accompagnamento, che permettono di combinare assieme un gran numero di suoni e ritmi. La modifica apportata da Ciletti allo strumento permette di sincronizzare le basi di batteria e di armonizzatore con il tape-sync, così da sincronizzare i pattern ritmici.
Per il titolo dell'album i Krisma, facendo riferimento al brano principale, pubblicato poi anche su singolo, Nothing to Do with the Dog, scelgono un titolo che faccia riferimento al mondo canino. La prima opzione, però, Rin Tin Tin, viene scartata a causa dei diritti d'autore di proprietà di Daphne Hereford pendenti sul titolo della serie di film e telefilm con protagonista l'omonimo cane.
L'album viene distribuito in USA dalla Atlantic in formato LP con numero di catalogo 80103-1. In Italia l'album viene invece reintitolato Nothing to Do with the Dog e pubblicato il 31 ottobre 1983 non più dalla CGD, che si dice non interessata, ma dalla Franton Music di Francesco Sanavio e Tony Tasinato, in formato LP e musicassetta, che con questo disco dà il via alla propria produzione. La CGD, che si era detta non interessata alla pubblicazione in Italia del disco, che nel resto del mondo viene distribuito dalla Atlantic, successivamente alla stampa da parte della Franton, intenta causa ai Krisma per inadempienza contrattuale, portando il gruppo in tribunale, dove alla fine la casa discografica ottiene di trattenere i compensi sulle edizioni dei dischi dei Krisma di cui è ancora proprietaria.
A causa delle dimensioni e delle potenzialità ridotte dell'etichetta italiana rispetto a quella statunitense, in Italia l'album ottiene una promozione ridotta e passa praticamente inosservato, nonostante le buone recensioni ottenute negli Stati Uniti. A penalizzare ulteriormente l'edizione italiana vi è la qualità dell'incisione, che non rispecchia quella del master originale della Atlantic, presentando una dinamica scadente e quindi un suono più "piatto". Dall'album vengono estratti i singoli Nothing to Do with the Dog, distribuito negli Stati Uniti e in Europa in formato 7" e remix 12", e Eye to Eye, distribuito invece dalla sola Atlantic negli USA. L'album contiene inoltre una cover, una versione elettronica del brano I'm Not in Love dei britannici 10cc, prodotta con l'intento di rendere accessibile commercialmente un disco di elettronica composto con un solo strumento come l'MT-65. Per promuovere il brano viene realizzato inoltre un videoclip che alterna immagini dei Krisma a quelle di Stalin.
L'album viene considerato l'emblema delle sonorità di questo secondo periodo dei Krisma, in bilico tra sperimentazione e sonorità pop, un disco composto completamente da voci sintetiche e suoni elettronici ricavati dalla piccola tastiera Casio. Il disco, però, a causa del suo carattere sperimentale, eseguito interamente con un solo strumento elettronico considerato poco più di un giocattolo, risulta più difficile e meno commerciale dei precedenti, oltre che un "eccesso" di cui i Krisma sono consapevoli, tanto che li porta ad assentarsi per alcuni anni dalle scene prima di ripresentarsi nel 1986 con il successivo Iceberg.
Il disco viene ristampato una sola volta, nel 2018, in CD dalla Rubellan Remasters negli Stati Uniti con l'aggiunta di 5 tracce bonus: Many Kisses, Miami, Water, Samora e Miami (Reprise). Queste tracce bonus sono tratte dai 12" distribuiti negli Stati Uniti dalla Atlantic nei primi anni ottanta e remixati in versioni molto differenti rispetto a quelle destinate alla distribuzione in Europa. Many Kisses è qui presente in una nuova registrazione del 1983, differente da quella distribuita originalmente per il mercato europeo nel 1980 come singolo e nell'album Cathode Mamma. Samora è il brano Samora Club, così intitolato nella distribuzione statunitense in formato 12" del singolo Miami.

## Tracce
LP/MC 1983
1. Nothing to Do with the Dog – 3:44 (testo: Arto Lindsay, Christina Moser, Maurizio Arcieri – musica: Maurizio Arcieri)
2. I'm Not In Love – 3:38 (Eric Stewart, Graham Gouldman)
3. I Must Know Your Name – 3:48 (testo: Arto Lindsay, Christina Moser, Maurizio Arcieri – musica: Maurizio Arcieri)
4. Girls Drumming – 0:38 (musica: Maurizio Arcieri)
5. Eye to Eye – 3:58 (testo: Arto Lindsay, Christina Moser, Maurizio Arcieri – musica: Maurizio Arcieri)
6. Boys Drumming – 0:40 (musica: Maurizio Arcieri)
7. Carefully – 4:44 (testo: Arto Lindsay, Christina Moser, Maurizio Arcieri – musica: Maurizio Arcieri)
8. Find A Friend – 3:58 (testo: Arto Lindsay, Christina Moser, Maurizio Arcieri – musica: Maurizio Arcieri)
9. Heroes Of The Sea – 5:38 (musica: Maurizio Arcieri)
10. Everybody Drumming – 1:00 (musica: Maurizio Arcieri)

Durata totale: 31:46
CD 2018
1. Nothing to Do with the Dog – 3:44 (testo: Arto Lindsay, Christina Moser, Maurizio Arcieri – musica: Maurizio Arcieri)
2. I'm Not In Love – 3:38 (Eric Stewart, Graham Gouldman)
3. I Must Know Your Name – 3:48 (testo: Arto Lindsay, Christina Moser, Maurizio Arcieri – musica: Maurizio Arcieri)
4. Girls Drumming – 0:38 (musica: Maurizio Arcieri)
5. Eye to Eye – 3:58 (testo: Arto Lindsay, Christina Moser, Maurizio Arcieri – musica: Maurizio Arcieri)
6. Boys Drumming – 0:40 (musica: Maurizio Arcieri)
7. Carefully – 4:44 (testo: Arto Lindsay, Christina Moser, Maurizio Arcieri – musica: Maurizio Arcieri)
8. Find A Friend – 3:58 (testo: Arto Lindsay, Christina Moser, Maurizio Arcieri – musica: Maurizio Arcieri)
9. Heroes Of The Sea – 5:38 (musica: Maurizio Arcieri)
10. Everybody Drumming – 1:00 (musica: Maurizio Arcieri)
11. Many Kisses – 4:31
12. Miami – 5:57
13. Water – 4:57
14. Samora – 3:24
15. Miami (Reprise) – 3:43

Durata totale: 54:18

## Crediti

### Formazione
- Christina Moser - voce
- Maurizio Arcieri - voce, sintetizzatore, programmazione

### Personale tecnico
- Bob Defrin - direzione artistica
- Bill Dooley - tecnico di studio
- Steve Machat - produzione
- George Piros - masterizzazione
- Christina Moser - produzione, grafica
- Maurizio Arcieri - missaggio, produzione, grafica
- Edo Bertoglio - fotografia
- Ralph Wernli - ritocco fotografico
- Eddie Ciletti - tecnico di studio

## Strumentazione
- Casio MT 65

## Edizioni
- 1983 - Fido (Atlantic Records, 80103-1, LP, USA)
- 1983 - Nothing to Do with the Dog (Franton Records, FR 3100-1, LP, Italia)
- 1983 - Nothing to Do with the Dog (Franton Records, FR 3100-4, MC, Italia)
- 2018 - Fido (Rubellan Remasters, RUBY02CD, CD, USA)